# Општина Матасари (Горж)
Матасари (рум. Mătăsari) општина је у Румунији у округу Горж.
Oпштина се налази на надморској висини од 249 m.